# Aka duniana
Aka duniana – gatunek pluskwiaka z rodziny szrońcowatych i podrodziny Cixiinae.
Gatunek ten opisany został w 1924 roku przez Johna Goldinga Myersa jako Malpha duniana. W 1975 Ronald Fennah przeniósł go do rodzaju Aka.
Samce osiągają od 4,5 do 5,33 mm, a samice od 4,75 do 6,55 mm długości ciała. Podstawowe ubarwienie ciała jest żółtawobrązowe, niekiedy ciemnobrązowo lub czarno nakrapiane. Głowę cechuje ciemnobrązowy zaustek, bladożółtawobrązowe z ciemnobrązowym środkiem czoło oraz jasnożółtawobrązowe z ciemniejszym środkiem i głębokim wcięciem u nasady ciemię. Barwa przedplecza jest jasnożółtawobrązowa lub biaława, ciemnobrązowo nakrapiana. Nasada przednich skrzydeł jest ciemno kropkowana lub przydymiona, a ich komórka apikalna przezroczysta. Odnóża są białawożółte do blado żółtawobrązowych. Pierwszy i drugi człon stóp tylnej pary mają po 6 ząbków w rzędzie wierzchołkowym. U samca edeagus ma 3 wyrostki kolczaste osadzone u nasady flagellum. Prawy z nich jest zakrzywiony na lewo i sięga za granicę periandrium. Lewe z nich są podobnej długości, długie i znacznie przekraczające zakrzywioną część wyrostka prawego. Lewy sztylet genitalny ma ostro zaokrąglony wierzchołek.
Gatunek endemiczny dla Nowej Zelandii. Zasiedla północno-wschodnią część Wyspy Południowej oraz Wyspę Północną na południe od jeziora Taupō. Zamieszkuje lasy bukanowe i mieszane, zakrzewienia i zarośla, od wybrzeży morskich po wysokość około 1000 m n.p.m. Owady dorosłe obserwuje się od września do lipca, przy czym najliczniejsze są od grudnia do lutego.